# Нил Россанский
Святой Нил Росса́нский, Нил Младший (910 год — 26 сентября 1004 года) — христианский святой, один из самых известных монахов византийского обряда в Италии, аскет, гимнограф, основатель знаменитого грекокатолического монастыря Гроттаферрата.

## Биография

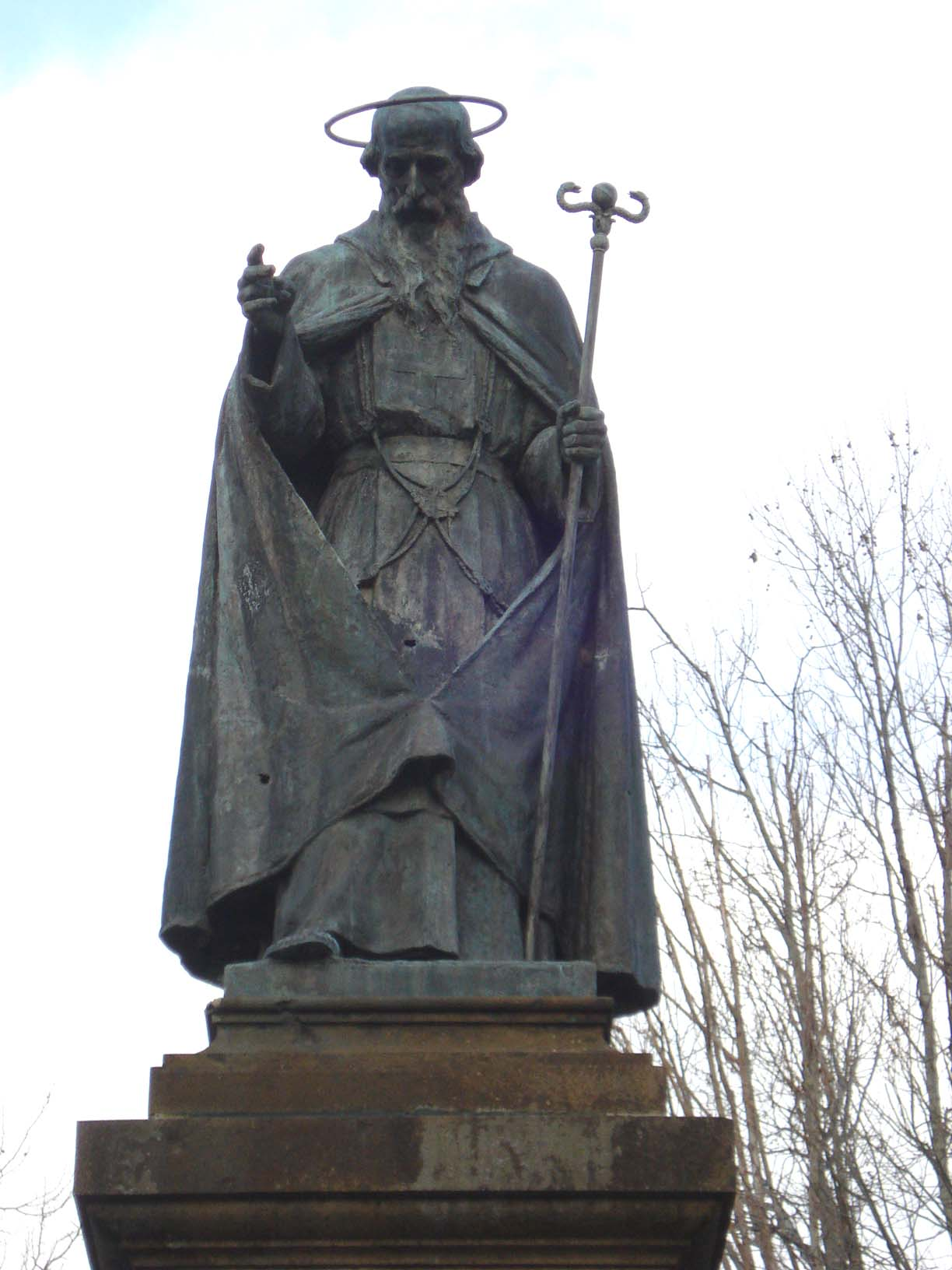
Памятник св. Нилу Россанскому в Гроттаферрате (1904)

Святой Нил родился в 910 году в Россано, небольшом городе в Калабрии, в богатой греческой семье. Рано осиротел, но получил хорошее образование. В молодости состоял в браке, имел дочь. Уже в зрелом возрасте пережил духовное обращение и принял монашество в калабрийском базилианском монастыре. Позднее провёл несколько лет в отшельничестве на Монте-Гаргано подле святилища Михаила Архангела. В 950 году на Монте-Гаргано вторглись сарацины, что вынудило святого Нила покинуть обитель и вернуться в Россано, где основал ораторий Сан-Марко. Позднее он основал монастырь святого Адриана под Сан-Деметрио-Короне. Вскоре у него уже был ряд учеников, сформировавших монашескую общину, а святой Нил стал в ней настоятелем.
В монастыре святого Адриана он провёл около 30 лет. Его слава как святого росла. Святому Нилу предлагали стать епископом Россано, но он отверг предложение, считая жизнь епископа несовместимой с монашеским идеалом.
В 979 году, когда Нилу Россанскому было уже 69 лет, он из-за мусульманского вторжения был вынужден оставить монастырь и вместе со всей общиной переехать сначала в знаменитое бенедиктинское аббатство Монте-Кассино, а затем в другой монастырь, Валлелуче, который бенедиктинцы предоставили в его распоряжение. Несмотря на разницу в обрядах, община святого Нила была с большим почётом принята бенедиктинцами. В Валлелуче святой Нил провёл около 15 лет, вероятно, в это время он создал гимн в честь святого Бенедикта Нурсийского.

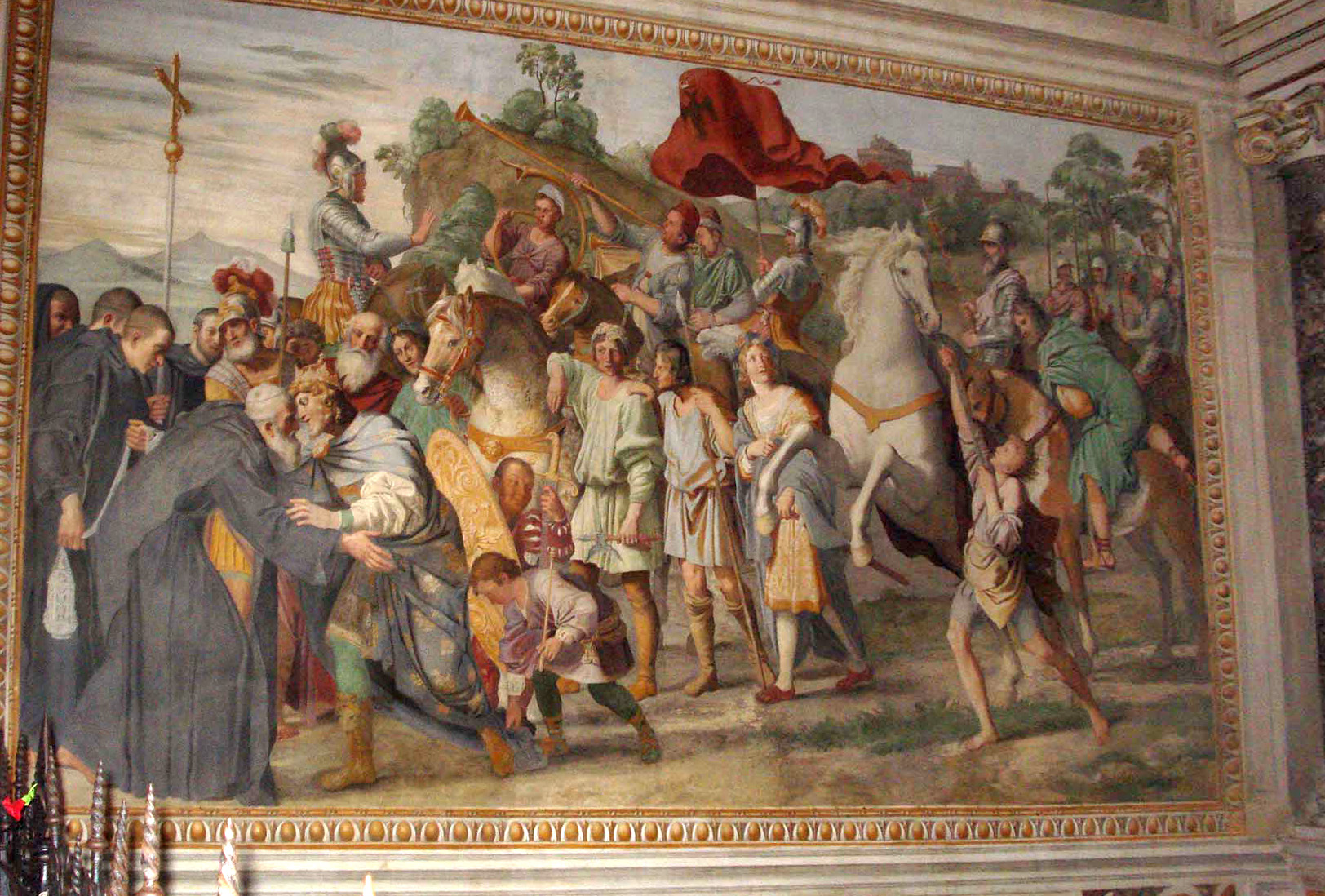
Доменикино Встреча святого Нила и Оттона III

В 994 году святой Нил покинул монастырь и отправился в Гаэту, где жил некоторое время в пустынной местности недалеко от города. В этот период он совершил по меньшей мере два паломничества в Рим. Во время одного из них он заступался за свергнутого антипапу Иоанна XVI, который также был греком. Несмотря на заступничество святого Нила, папа Григорий V и император Оттон III жестоко расправились с антипапой, что вызвало конфронтацию между ними и Нилом Россанским. Впоследствии Оттон III раскаялся в своём поступке и посещал Нила Россанского в Гаэте, чтобы примириться с ним. Также во время одного из паломничеств в Рим Нил Россанский встречался со святым Адальбертом Пражским, который жил в это время в бенедиктинском монастыре Сант-Алессио в Риме.
Когда святому Нилу было уже 94, он получил в дар от Григория I, графа Тускулумского, территорию в окрестностях Рима. Там он основал монастырь византийского обряда Гроттаферрата, который впоследствии стал центром ордена итальянских базилиан и грекокатоличества в Италии. В настоящее время он входит в Итало-албанскую католическую церковь в статусе независимого территориального аббатства. Вскоре после основания Гроттаферраты святой Нил скончался и был похоронен в основанном им монастыре.
Святой Нил Россанский вошёл в историю как основатель монастыря Гроттаферрата. Ему приписывается авторство нескольких гимнов, в том числе известный гимн в честь святого Бенедикта. Нил Россанский был хорошим каллиграфом, среди прочего он был автором оригинальной рукописной техники греческой скорописи. Вёл крайне аскетическую жизнь.
Память святого Нила — 26 сентября. Память святого отмечается и в католичестве, и в православии (в православии как игумена и преподобного). Его почитают как своего покровителя орден итальянских базилиан и города Россано и Гроттаферрата. Иногда именуется Нилом Младшим для отличия от Нила Постника (Старшего).

## Иконография

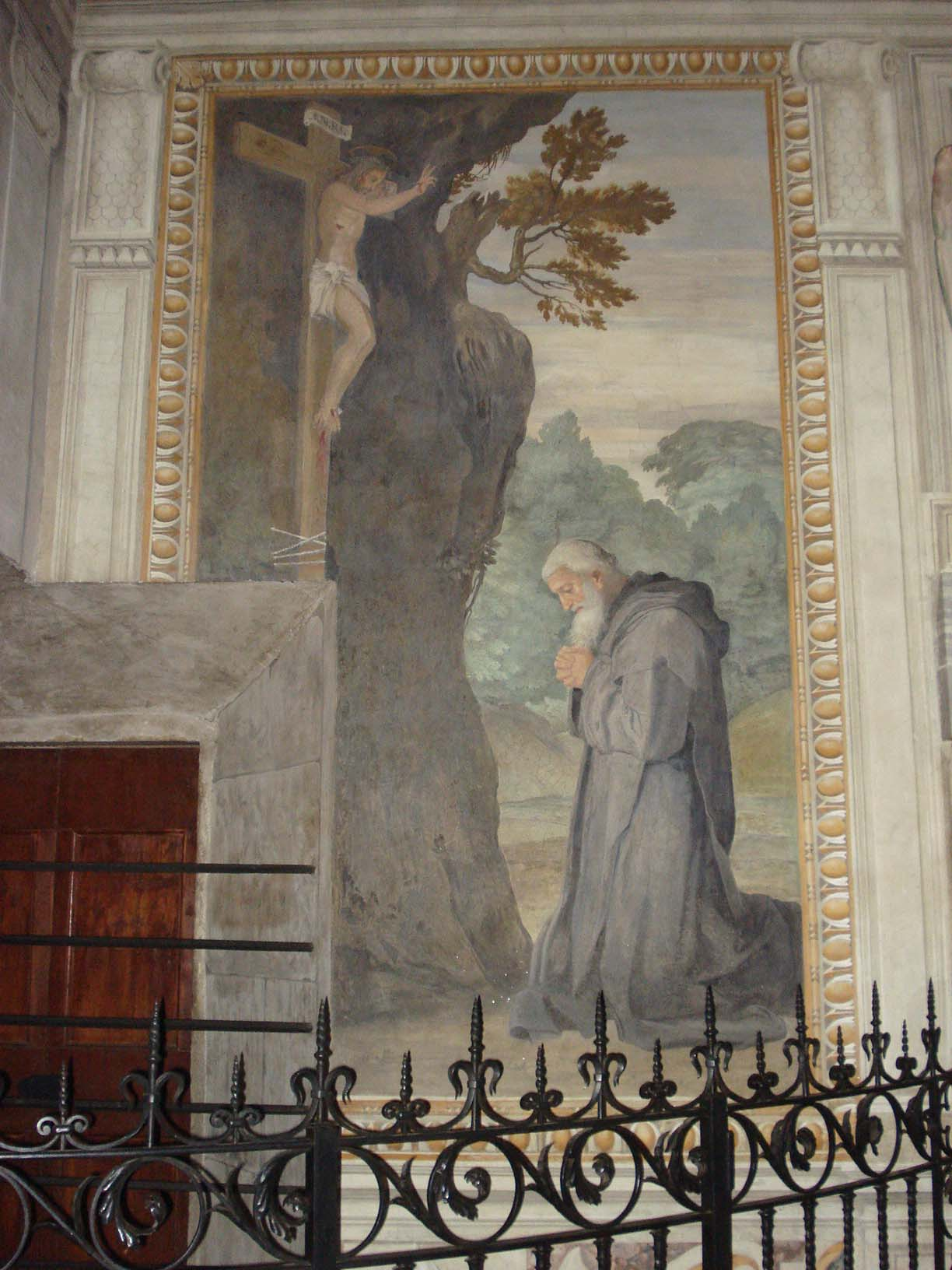
Доменикино Явление Христа святому Нилу

На иконах святой Нил Россанский изображается старцем аскетического вида. Самое раннее изображение, созданное в XII веке, хранится в музее Гроттаферраты. По преданию источником для него послужил прижизненный портрет святого. Доменикино создал цикл фресок, посвящённый разным эпизодам из жизни святого Нила, для «капеллы основателей» в Гроттаферрате.